# Lijst van voetbalinterlands Botswana - Namibië (vrouwen)
Deze lijst van voetbalinterlands is een overzicht van alle officiële voetbalinterlands tussen de nationale vrouwenteams van Botswana en Namibië. De landen hebben tot nu toe elf keer tegen elkaar gespeeld. 

## Wedstrijden
| №  | Plaats   | Datum             | Competitie                          | Wedstrijd          | Uitslag |
| -- | -------- | ----------------- | ----------------------------------- | ------------------ | ------- |
| 1  | onbekend | 30 november 2007  | Afrika Cup 2008 kwalificatie        | Botswana − Namibië | 0 − 3   |
| 2  | onbekend | 16 december 2007  | Afrika Cup 2008 kwalificatie        | Namibië − Botswana | 6 − 1   |
| 3  | Windhoek | 26 maart 2011     | Vriendschappelijk                   | Namibië − Botswana | 1 − 0   |
| 4  | Windhoek | 20 augustus 2014  | Vriendschappelijk                   | Namibië − Botswana | 5 − 2   |
| 5  | Bulawayo | 13 september 2017 | COSAFA Women's Championship 2017    | Namibië − Botswana | 4 − 0   |
| 6  | Gaborone | 5 april 2019      | Olympische Spelen 2020 kwalificatie | Botswana − Namibië | 1 − 0   |
| 7  | Windhoek | 9 april 2019      | Olympische Spelen 2020 kwalificatie | Namibië − Botswana | 2 − 2   |
| 8  | Ibhayi   | 1 augustus 2019   | COSAFA Women's Championship 2019    | Namibië − Botswana | 0 − 1   |
| 9  | Gaborone | 30 september 2022 | Vriendschappelijk                   | Botswana − Namibië | 2 − 1   |
| 10 | Pretoria | 6 oktober 2023    | COSAFA Women's Championship 2023    | Namibië − Botswana | 1 − 1   |
| 11 | Tlokweng | 9 april 2024      | Vriendschappelijk                   | Botswana − Namibië | 1 − 1   |

## Samenvatting
| Competitie                     | Totaal gespeeld | Winst Botswana | Gelijk | Winst Namibië | Doelsaldo Botswana – Namibië |
| ------------------------------ | --------------- | -------------- | ------ | ------------- | ---------------------------- |
| Olympische Spelen kwalificatie | 2               | 1              | 1      | 0             | 3 − 2                        |
| Afrika Cup kwalificatie        | 2               | 0              | 0      | 2             | 1 − 9                        |
| COSAFA Women's Championship    | 3               | 1              | 1      | 1             | 2 − 5                        |
| Vriendschappelijk              | 4               | 1              | 1      | 2             | 5 − 8                        |
| Totaal                         | 11              | 3              | 3      | 5             | 11 − 24                      |